# Колумбія на літніх Олімпійських іграх 2012
Колумбію на літніх Олімпійських іграх 2012 представляли 104 спортсмени.

## Нагороди
| Медаль | Спортсмен        | Вид спорту     | Дисципліна                       | Дата   |
| ------ | ---------------- | -------------- | -------------------------------- | ------ |
| Золото | Маріана Пахон    | Велоспорт      | Жінки, ВМХ                       | 10 Сер |
| Срібло | Рігоберто Уран   | Велоспорт      | Чоловіки, групова шосейна гонка  | 28 Лип |
| Срібло | Оскар Фігероа    | Важка атлетика | Чоловіки, до 62 кг               | 30 Лип |
| Срібло | Катерін Ібаргуен | Легка атлетика | Жінки, потрійний стрибок         | 5 Сер  |
| Бронза | Юрі Алвеар       | Дзюдо          | Жінки, 70 кг                     | 1 Сер  |
| Бронза | Оскар Муньйос    | Тхеквондо      | Чоловіки, до 58 кг               | 8 Сер  |
| Бронза | Жаклін Рентерія  | Боротьба       | Жінки, вільна боротьба, до 55 кг | 9 Сер  |
| Бронза | Карлос Окендо    | Велоспорт      | Чоловіки, ВМХ                    | 10 Сер |